# Централна линија (Београдски лаки метро)
Централна линија Београдског лаког метроа (црвена) јесте основна линија предложеног будућег лаког шинског превоза у Београду.
Планирано је да централна линија иде између Устаничке улице и Улице Александра Дубчека у Земуну.

## Траса
Почевши од терминуса на раскрсници Булевара краља Александра са Устаничком улицом, линија ће ићи надземно, средином Булевара краља Александра. Потом, после станице Ђерам, линија ће понирати у плитки тунел до станице Трг Николе Пашића, одакле ће, дубоким тунелом, ићи до станице Варош капија.
Након ове станице, линија ће ићи надземно преко Бранковог моста, а потом ће поново ући под земљу, до станице Шест каплара. Линија ће поново изаћи на површину у Улици Милентија Поповића, а затим скренути у Булевар Зорана Ђинђића. Траса даље води преко кружног тока код Општине Нови Београд и Булеваром Михаила Пупина.
Терминус Централне линије ће се налазити у Земуну, у Улици Александра Дубчека.

## Укрштања са другим линијама
Централна линија БЕЛАМ-а укрштаће се на станици Вуков споменик са плавом и црвеном линијом Беовоза. Код станице Правни факултет, налазиће се терминус Врачарске линије лаког метроа, а код станице Пролетерске солидарности - терминус Савске линије.

## Остали подаци
Централна линија би била дугачка око 12,5 km и имала 20 станица - 12 надземних и осам подземних. Градске власти Београда предвиђају је да ће време изградње бити пет година, да ће изградња коштати око 450 милиона €, као и да ће се годишње, овом линијом, превести 40 милиона путника.